# Massacre de l'église de Suai
 (octobre 2020).
Si vous disposez d'ouvrages ou d'articles de référence ou si vous connaissez des sites web de qualité traitant du thème abordé ici, merci de compléter l'article en donnant les références utiles à sa vérifiabilité et en les liant à la section « Notes et références ».
Le massacre de l'église de Suai est un massacre survenu le 6 septembre 1999 à Suai, dans le district de Cova Lima, au Timor oriental, deux jours après l'annonce des résultats du référendum sur l'indépendance.

## Massacre
Selon le rapport de la Commission internationale d'enquête sur le Timor oriental au secrétaire général des Nations unies, plusieurs centaines de personnes s'étaient réfugiées dans l'église Ave Maria (en) contre les attaques de la milice pro-indonésienne Laksaur (en) dans la ville. Ensuite, la milice, avec le soutien de l'armée indonésienne, a tué jusqu'à 200 personnes. Vingt-six corps ont été identifiés qui avaient été enterrés de l'autre côté de la frontière au Timor occidental, mais des témoins oculaires affirment que beaucoup d'autres ont été tués.
Cinq responsables indonésiens (le lieutenant-colonel Liliek Kusardiyanto, le capitaine Ahmad Syamsudin, le lieutenant Sugito, le colonel de police Gatot Subiaktoro et le chef de district Herman Sedyono) ont été jugés en Indonésie pour ces crimes mais ont été acquittés. L'ONU les a nommés ainsi que onze autres hommes dans un acte d'accusation déposé par l'Unité des crimes graves des Nations unies à Dili, les accusant de 27 chefs d'accusation de crimes contre l'humanité, y compris de meurtre, d'extermination, de disparition forcée, de torture et d'expulsion.